# VMFAT-101
101ème Escadron d'entraînement de chasseurs d'attaque (USMC)
Le Marine Fighter Attack Training Squadron 101 ou VMFAT-101 était un escadron d'entraînement sur le F/A-18 Hornet du Corps des Marines des États-Unis basé à Marine Corps Air Station Miramar en Californie. Connu sous le nom de "Sharpshooters", le Fleet Replacement Squadron relève  du commandement de Marine Aircraft Group 11 (MAG-11) et la 3rd Marine Aircraft Wing (3rd MAW).

## Historique
Le Marine Fighter Attack Training Squadron 101 (VMFAT-101), a été mis en service à la Marine Corps Air Station El Toro, en Californie, le 3 janvier 1969 dans le cadre du Marine Combat Crew Readiness Training Group 10, 3rd Marine Aircraft Wing. L'escadron a formé des aviateurs navals et des officiers de bord navals à l'emploi du F-4 Phantom II.

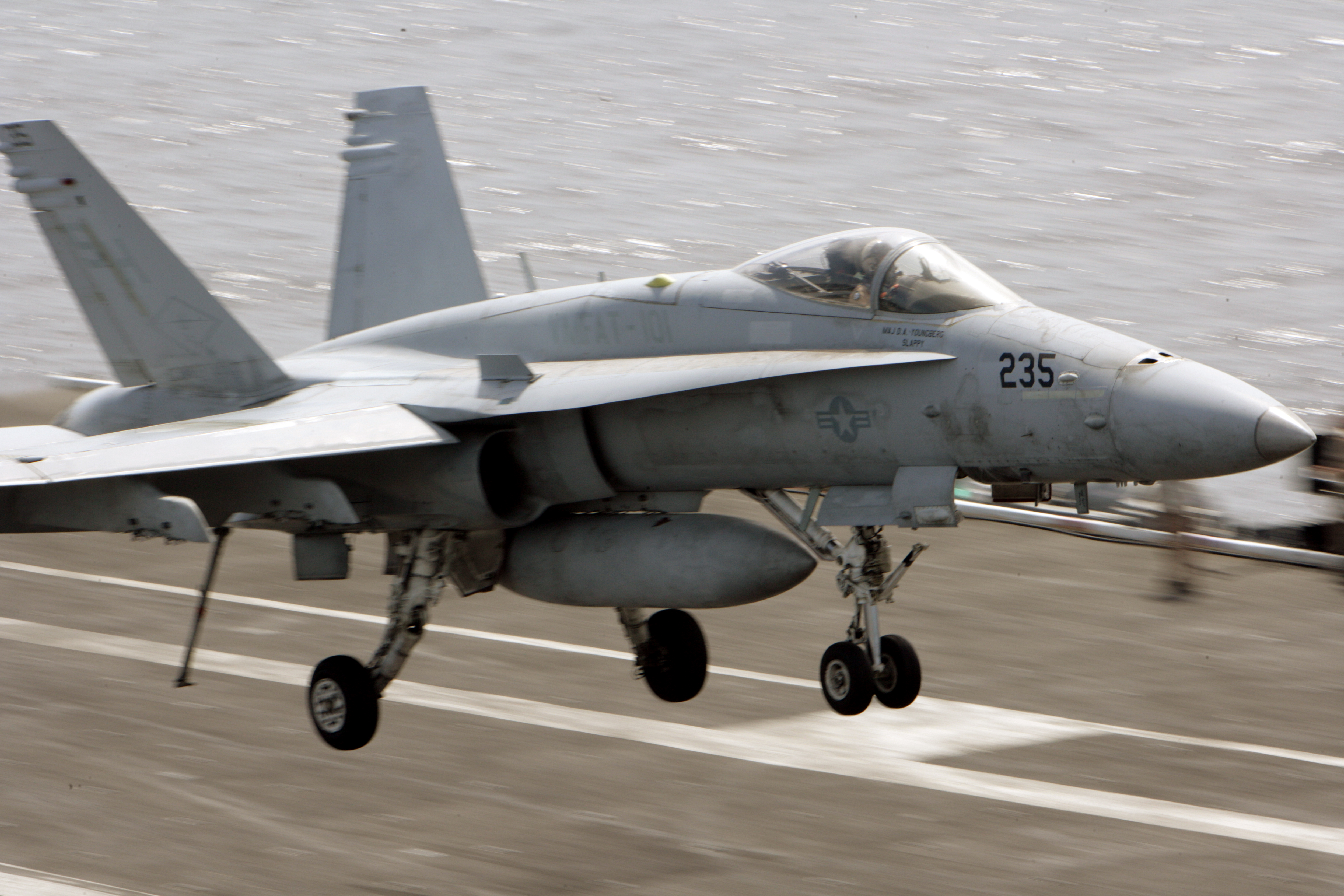
F/A-18 Hornet du VMFAT-101 sur USS Nimitz

Au cours de l'été 1970, le VMFAT-101 a déménagé au Marine Corps Air Station Yuma de Yuma, en Arizona. En juillet 1974, le VMFAT-101 a absorbé les actifs du VMFAT-201  de la Marine Corps Air Station Cherry Point, en Caroline du Nord et est devenu le plus grand escadron tactique à réaction et le seul escadron d'entraînement F-4 restant dans le Corps des Marines.
Le 29 septembre 1987, le VMFAT-101 est retourné au MCAS El Toro pour se préparer au service en tant que troisième escadron de remplacement de la flotte. Le 31 mars 1988, le VMFAT-101 rejoint le Marine Aircraft Group 11 et s'est occupe de la formation sur F/A-18A/B Hornet puis quelques années plus tard sur F/A-18C/D
L'unité est mise en sommeil le 29 septembre 2023 et devrait être réactivé vers 2025/2026 pour la formation sur F-35C.